# Miramont-Sensacq

Miramont-Sensacq este o comună în departamentul Landes din sud-vestul Franței. În 2009 avea o populație de 369 de locuitori.

## Evoluția populației
| An        | 1975 | 1982 | 1990 | 1999 | 2006 | 2009 |
| --------- | ---- | ---- | ---- | ---- | ---- | ---- |
| Populație | 436  | 395  | 380  | 366  | 363  | 369  |